# Fliegerhorst Husum
Als Fliegerhorst Husum wurden zwei Militärflugplätze im heutigen Kreis Nordfriesland bezeichnet.
- In der Zeit des Zweiten Weltkriegs trug der zivile Flugplatz Husum-Narrenthal der Vorkriegszeit diese Bezeichnung und wurde von der Luftwaffe der Wehrmacht genutzt. Er lag zirka zwei Kilometer nördlich des Husumer Stadtzentrums, teilweise schon auf Horstedter-Gemeindegebiet.

- Der später während des Kalten Kriegs von der Luftwaffe der Bundeswehr bis 1993 genutzte Fliegerhorst entstand weiter außerhalb an einem anderen Standort nordöstlich Husums. Der südwestliche Teil der Start- und Landebahn dieses zweiten Husumer Fliegerhorstes bildet den Ursprung des heutigen zivil genutzten Flugplatz Husum-Schwesing. Der Fliegerhorst befand sich im Grenzbereich der Gemeinden Schwesing, Olderup und Immenstedt. Die verkehrsmäßige Anbindung des Fliegerhorsts aus Richtung Husum erfolgte über die Bundesstraße 200 und der gut ausgebauten Verbindungsstraße zur Bundesstraße 201.

## Geschichte

### Fliegerhorst Husum im Zweiten Weltkrieg
Die Geschichte des Fliegerhorstes der Wehrmacht geht zurück auf den zivilen Flugplatz Narrenthal bei Husum. Dieser entstand vor 1936 und verband Nordfriesland mit Berlin. Der Flugplatz wurde 1937 von der neuaufgestellten Luftwaffe übernommen. Die flugtechnischen Anlagen wurden 1946 abgerissen.

### Fliegerhorst Husum im Kalten Krieg
Der spätere Militärflugplatz in Schwesing entstand während des Zweiten Weltkriegs als „Scheinflugplatz“. Er wurde nach Ende des Krieges durch die British Air Force of Occupation (BAFO) ab 1947 instand gesetzt und zu einem vollständigen Fliegerhorst ausgebaut. Zu einer Stationierung fliegender RAF-Verbände kam es dann jedoch im Unterschied zu anderen früheren Luftwaffen-Fliegerhorsten nicht.
Nach Gründung der Bundeswehr wurde der Flugplatz von der Luftwaffe der Bundeswehr übernommen und damit Standort des „ersten“, „norddeutschen“ Jagdbombergeschwaders 35. Die offizielle Indienststellung fand am 16. Oktober 1959 statt. Im Jahr 1966 wurde das Geschwader im Zuge der Ausrüstung mit der Fiat G.91 in Leichtes Kampfgeschwader 41 umbenannt und ab 1980 schließlich als Jagdbombergeschwader 41 fortgeführt, als der Verband auf den Alpha Jet umrüstete. Die dem Bundeswehr-Fliegerhorst zugeordnete Kaserne war die stadteinwärts gelegene Fliegerhorstkaserne Husum an der Flensburger Chaussee.

## Heutige Nutzung
- Der südlich des Wehrmachts-Fliegerhorstes angegliederte Kasernenbereich wird bis heute als Heereskaserne der Bundeswehr (Julius-Leber-Kaserne) weitergenutzt. Die ehemaligen, abgerissenen Flugbetriebsflächen sind nach wie vor größtenteils unbebaut und dienen als Standortübungsplatz.

- Nach der Auflösung des Jagdbombergeschwaders im Jahr 1993 wurde der südwestliche Teil des Bundeswehr-Fliegerhorstes in eine zivile Nutzung überführt. Er bildet heute den Standort des Flugplatzes Husum-Schwesing. Der weiterhin als Bundeswehrliegenschaft ausgewiesene nordöstliche Teil dient heute der Luftwaffe der Bundeswehr als Basis für die Flugabwehrraketengruppe 26. Diese ist Teil des Flugabwehrraketengeschwaders 1.

## Zwischenfälle
- Am 12. Februar 1969 verunglückte eine Douglas DC-3/C-47B-30-DK der Luftwaffe (Luftfahrzeugkennzeichen 14+05), die vom Flughafen Westerland/Sylt aus auf einem Kalibrierungsflug unterwegs war. Die Maschine stürzte im Anflug auf den Fliegerhorst Husum ab. Alle vier Besatzungsmitglieder kamen ums Leben.[2]